# Final del Campionat del Món de Clubs de futbol 2011
La final del Campionat del Món de Clubs de futbol 2011 fou el partit final del Campionat del Món de Clubs de futbol 2011, un torneig de futbol celebrat al Japó. Fou la vuitena final del Campionat del Món de Clubs de futbol, torneig organitzat per la FIFA entre els clubs campions de cadascuna de les sis confederacions continentals, i l'equip campió de lliga del país seu.
La final es va disputar entre el campió de la CONMEBOL, el Santos i el campió de la UEFA, el FC Barcelona. El Barça va guanyar el Santos per 4–0 i va guanyar així el seu segon Campionat del Món de Clubs, dos anys després d'haver guanyat el primer el 2009.
El partit fou vist per molts com un duel entre el davanter del Barça Lionel Messi i el davanter de 19 anys del Santos Neymar. Messi en fou el clar vencedor en marcar dos gols a la final, i ser nomenat millor jugador del partit, així com del torneig.

## Camí a la final
| Santos                                                    | Equip                         | FC Barcelona                                             |
| --------------------------------------------------------- | ----------------------------- | -------------------------------------------------------- |
| CONMEBOL                                                  | Confederació                  | UEFA                                                     |
| Campió de la Copa Libertadores 2011                       | Classificació                 | Campió de la Lliga de Campions de la UEFA 2010–11        |
| -                                                         | Play-off pels quarts de final | -                                                        |
| -                                                         | Quarts de final               | -                                                        |
| 3–1 Kashiwa Reysol · (Neymar 19', Borges 24', Danilo 63') | Semifinals                    | 4–0 Al-Sadd · (Adriano 25', 43', Keita 64', Maxwell 81') |

## Context
El davanter del FC Barcelona David Villa es va perdre la final després que es trenqués la tíbia en la victòria en semifinals contra l'Al-Sadd. Es va lesionar sis minuts abans de la mitja part, després de recolzar-se a terra en mala posició; el Barça va anunciar després del partit que patia una fractura a la tíbia de la cama esquerra, que el mantindria apartat dels terrenys de joc entre quatre i cinc mesos.

## Partit

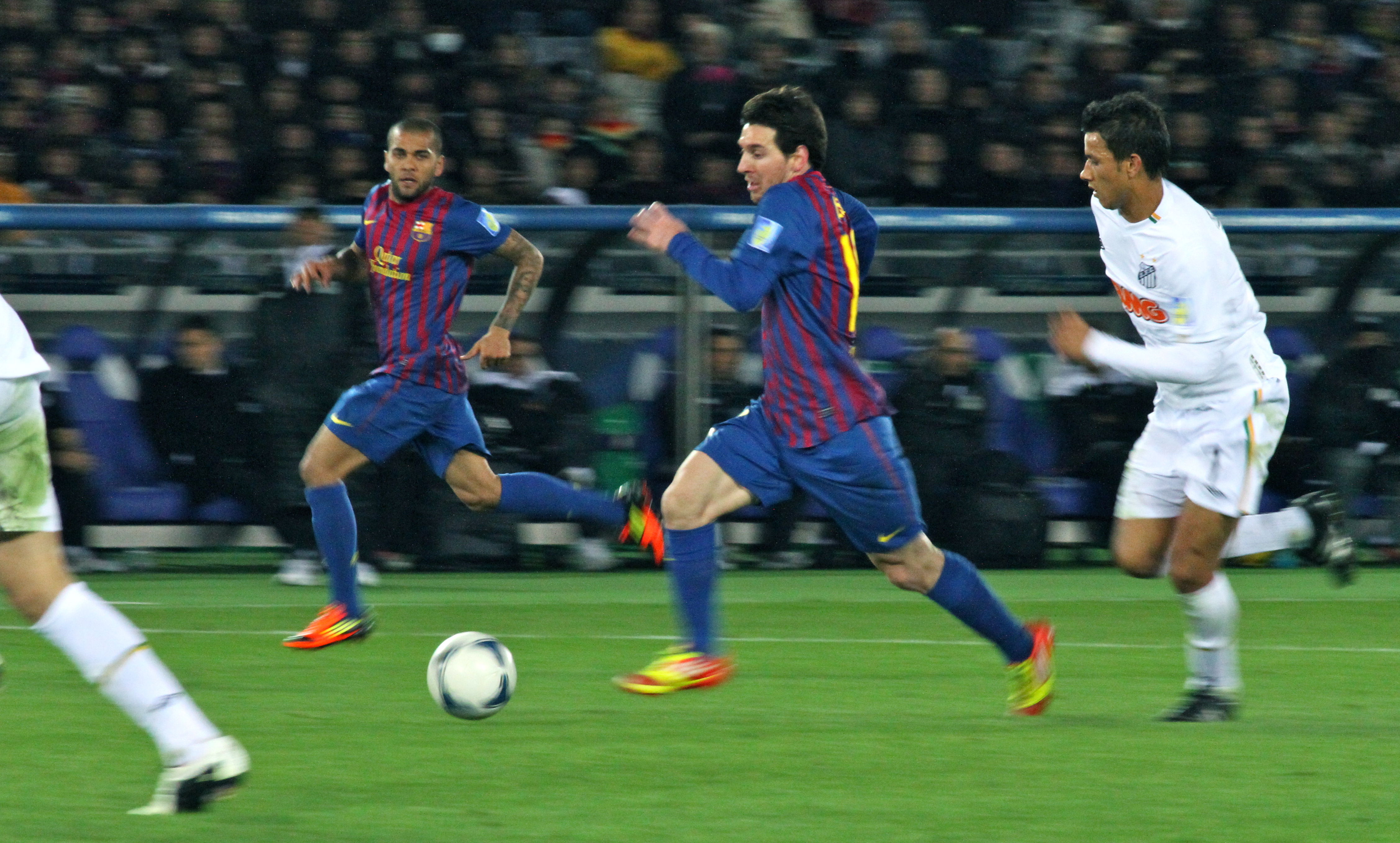
Lionel Messi en acció durant el partit

### Resum
A la primera part, el Barça va dominar totalment el partit. Messi and i Thiago varen forçar aturades del porter del Santos Rafael al minut 12. Messi va marcar a continuació amb una picadeta sobre Rafael al minut 17. Set minuts després Xavi Hernández va fer el segon amb un xut des de la zona de penal. El Santos va contraatacar amb un intent de Borges salvat pel porter del Barça Víctor Valdés, abans que Cesc Fàbregas fes el tercer tot just abans que s'acabés la primera part.
En la segona part el Santos va millorar i la seva estrella Neymar va tenir la seva oportunitat al minut 57 en un un contra un davant Valdés, qui li va aturar el xut. Dani Alves va xutar al pal al minut 79, abans que Messi arrodonís el marcador amb el seu segon gol al minut 82.

### Detalls
| Santos | 0–4     | FC Barcelona                             |
| ------ | ------- | ---------------------------------------- |
|        | Detalls | Messi 17', 82' · Xavi 24' · Fàbregas 45' |

| Santos | FC Barcelona |

| GK             | 1  | Rafael          |     |     |
| RB             | 14 | Bruno Rodrigo   |     |     |
| CB             | 2  | Edu Dracena (c) | 74' |     |
| CB             | 6  | Durval          |     |     |
| LB             | 3  | Léo             |     |     |
| RM             | 4  | Danilo          |     | 31' |
| CM             | 7  | Henrique        |     |     |
| LM             | 5  | Arouca          |     |     |
| RW             | 10 | Ganso           | 73' | 83' |
| LW             | 11 | Neymar          |     |     |
| CF             | 9  | Borges          |     | 79' |
| Suplents:      |    |                 |     |     |
| MF             | 8  | Elano           |     | 31' |
| FW             | 19 | Alan Kardec     |     | 79' |
| MF             | 18 | Ibson           |     | 83' |
| Entrenador:    |    |                 |     |     |
| Muricy Ramalho |    |                 |     |     |

| GK            | 1  | Víctor Valdés     |     |     |
| RB            | 5  | Carles Puyol (c)  |     | 85' |
| CB            | 3  | Gerard Piqué      | 39' | 56' |
| LB            | 22 | Éric Abidal       |     |     |
| DM            | 16 | Sergio Busquets   |     |     |
| CM            | 6  | Xavi              |     |     |
| CM            | 8  | Andrés Iniesta    |     |     |
| AM            | 4  | Cesc Fàbregas     |     |     |
| RW            | 2  | Dani Alves        |     |     |
| LW            | 11 | Thiago            |     | 79' |
| CF            | 10 | Lionel Messi      |     |     |
| Suplents:     |    |                   |     |     |
| MF            | 14 | Javier Mascherano | 71' | 56' |
| FW            | 17 | Pedro             |     | 79' |
| DF            | 24 | Andreu Fontàs     |     | 85' |
| Entrenador:   |    |                   |     |     |
| Pep Guardiola |    |                   |     |     |

| Millor jugador del partit · Lionel Messi (FC Barcelona) Àrbitres assistents: · Abdukhamidullo Rasulov (Uzbekistan) · Bakhadyr Kochkarov (Kirguizstan) · Quart àrbitre: · Yuichi Nishimura (Japó) · Fifth official: · Toru Sagara (Japó) | Regles del partit - 90 minuts. - 30 minuts de temps afegit si calgués. - Tanda de penalssi el marcador encara estigués empatat. - Dotze suplents - Màxim de tres canvis |

### Estadístiques
| \| \| Santos \| Barcelona \| \| --------------------- \| ------ \| --------- \| \| Gols marcats \| 0 \| 4 \| \| Xuts totals \| 8 \| 16 \| \| Xuts entre els 3 pals \| 3 \| 9 \| \| Possessió \| 29% \| 71% \| \| Còrners \| 2 \| 4 \| \| Faltes comeses \| 13 \| 13 \| \| Fores de joc \| 0 \| 6 \| \| Targetes grogues \| 2 \| 2 \| \| Targetes vermelles \| 0 \| 0 \| | El Barça celebrant la victòria. |           |
| | Santos                          | Barcelona |
| Gols marcats | 0                               | 4         |
| Xuts totals | 8                               | 16        |
| Xuts entre els 3 pals | 3                               | 9         |
| Possessió | 29%                             | 71%       |
| Còrners | 2                               | 4         |
| Faltes comeses | 13                              | 13        |
| Fores de joc | 0                               | 6         |
| Targetes grogues | 2                               | 2         |
| Targetes vermelles | 0                               | 0         |